# Grand Prix Pino Cerami 1995
Il Grand Prix Pino Cerami 1995, trentunesima edizione della corsa, si svolse il 7 aprile su un percorso di 193 km, con partenza a Saint-Ghislain e arrivo a Wasmuel. Fu vinto dall'italiano Fabiano Fontanelli della ZG Mobili-Selle Italia-Birex davanti al suo connazionale Francesco Casagrande e allo svizzero Felice Puttini.

## Ordine d'arrivo (Top 10)
| Pos. | Corridore            | Squadra                      | Tempo    |
| ---- | -------------------- | ---------------------------- | -------- |
| 1    | Fabiano Fontanelli   | ZG Mobili-Selle Italia-Birex | 4h50'00" |
| 2    | Francesco Casagrande | Mercatone Uno-Saeco          | s.t.     |
| 3    | Felice Puttini       | Cantina Tollo                | s.t.     |
| 4    | Fabrizio Bontempi    | Brescialat-Fago              | a 16"    |
| 5    | Michele Bartoli      | Mercatone Uno-Saeco          | s.t.     |
| 6    | Roberto Pelliconi    | Cantina Tollo                | s.t.     |
| 7    | Roberto Petito       | Mercatone Uno-Saeco          | a 1'02"  |
| 8    | Paul Van Hyfte       | Lotto-Isoglass               | s.t.     |
| 9    | Rene Foucachon       | Aki-Gipiemme-Pitti Shoes     | s.t.     |
| 10   | Michel Nottebart     | Palmans-Ipso                 | s.t.     |